# Acampades propalestines a campus universitaris als Països Catalans
En el context de les protestes propalestines a campus universitaris del 2024 en resposta a l'atac Israelià a Gaza, als Països Catalans es van produir diverses acampades en suport del poble palestí a campus universitaris.

## Universitat de València
El 29 d'abril una vuitantena de persones, majoritàriament estudiants, van ocupar el hall de la Facultat de Filosofia i Ciències de l'Educació de la Universitat de València. El matí següent es van traslladar al jardí de la facultat i van iniciar la primera acampada per Palestina dels Països Catalans, que es va sumar a les més de seixanta acampades propalestines a campus universitaris arreu del món. Va estar impulsada pel col·lectiu BDS País Valencià, així com per diversos sindicats estudiantils i col·lectius universitaris com ara el Bloc d’Estudiants Agermanats (BEA), el Sindicat d’Estudiants dels Països Catalans (SEPC), el Front d’Estudiants, UV Combativa, Plataforma PDI Precariat, Xarxa Universitària Per Palestina i amb suport de sindicats com STEPV, CGT, CNT, CCOO i la COS. Les seues demandes són “un compromís clar i ferm, per escrit, de no signar cap acord ni conveni amb institucions israelianes”, així com “la fi de les col·laboracions i contractes amb les empreses còmplices”, com HP, Banco Santander, l’asseguradora Axa o l’empresa d’aigua Edén; i la signatura de programes de col·laboració amb les universitats i centres de formació i investigació palestins. Al govern espanyol demanen “la fi de la compravenda d’armes i les relacions amb Israel”, “sumar-se a la iniciativa sud-africana contra l’Estat d’Israel davant el Tribunal Penal Internacional”, “recuperar la jurisdicció universal” i “posar fi a la persecució i criminalització de la solidaritat amb Palestina”.
Els membres de l'acampada van denunciar que la policia va entrar a rectorat i va identificar a diversos estudiants que tractaven d'entaular converses amb la rectora, Mavi Mestre. Enfront de la manca de resposta de rectorat a les demandes de l'acampada, el dijous 16 de maig es van tancar amb barricades a la Facultat de Filosofia i Ciències de l'Educació, fet que va obligar a suspendre les classes d'aquesta facultat.
Finalment, el dia 17 van decidir posar fi a l'ocupació de la facultat i l'acampada, amb intenció de dur a terme altres accions per pressionar a la universitat.

## Universitat de Barcelona

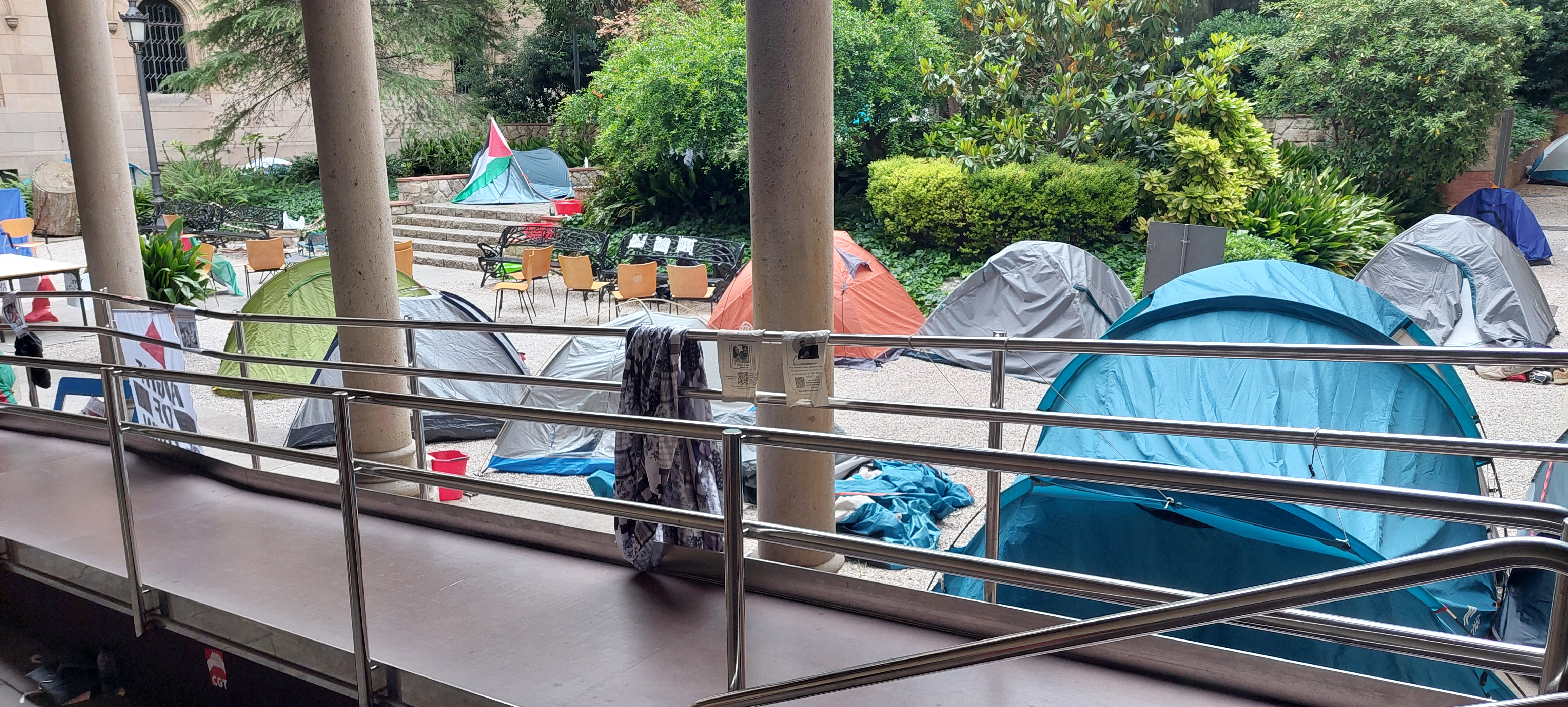
Acampada per Palestina a la Universitat de Barcelona

Una setantena de persones, convocades pel Comitè Estudiantil en Solidaritat amb el Poble Palestí, Universitats amb Palestina i la Xarxa Universitària per Palestina, van començar a acampar el 6 de maig al Claustre de la Universitat de Barcelona. El 10 de maig van aconseguir que el Claustre aprovara una moció en suport de Palestina i el 22 el consell de govern va acordar trencar relacions de forma indefinida amb la Universitat de Tel-Aviv i no establir convenis amb institucions israelianes fins que no s'assoleixin garanties de pau a Gaza.
Així, l'acampada va donar els seus objectius per assolits i va decidir desconvocar l'acampada. No obstant això, van assegurar que vetllarien perquè la universitat complira les seues promeses.

## Universitat d'Alacant
L'acampada a la Universitat d'Alacant va començar el dimecres 8 de maig i va tindre fi el dia 17. Els membres de l'acampada van prometre continuar organitzant-se per aconseguir les seues demandes.

## Universitat Jaume I
El dilluns 13 de maig va tindre inici l'acampada per Palestina de la Universitat Jaume I de Castelló. Va exigir a la universitat suspendre les relacions directes i indirectes amb la indústria armamentística que fabrica i ven les armes amb què se sosté el règim d’apartheid i es perpetra el genocidi palestí.
El 27 de maig van celebrar una reunió amb rectorat on es va acordar que la universitat crearà un grup de treball per a avançar en la inclusió de clàusules socials a l’hora de publicar nous concursos públics que excloguen la participació en la universitat d’entitats financeres que inverteixen en armament. Així, els estudiants van decidir desmuntar l'acampada, però van anunciar que seguirien organitzats per a futures accions.

## Universitat Politècnica de València
La vesprada del dilluns 13 de maig, després d'una assemblea, uns 50 estudiants de la UPV van decidir iniciar una acampada al Campus de Vera de la universitat.
El 29 de maig, a causa de la celebració del Fòrum d'Ocupació a la universitat l'endemà, la seguretat privada i la policia nacional van tractar de desallotjar l'acampada. La mateixa nit es va cancel·lar el Fòrum d'Ocupació, mentre s'acusava l'acampada de realitzar actes vandàlics i posar en perill la seguretat de l'administració. L'acampada va afirmar que aquestes acusacions són un intent de deslegitimació per part de la universitat
El dia 1 de juny es va decidir desmuntar l'acampada per desconfiances amb la universitat.

## Universitat de Lleida
El 15 de maig, desenes d'estudiants, conjuntament amb el Comitè en Solidaritat amb Palestina de Lleida, van acampar al rectorat de la Universitat de Lleida. Entre les seues demandes hi ha trencar relacions acadèmiques i institucionals, renunciar a nous acords i projectes amb institucions israelianes, demanar a la Unió Europea que els impedisca l’accés a fons econòmics i negar-se a participar en esdeveniments en què hi haja institucions israelianes implicades, així com crear una comissió d’investigació sobre les possibles relacions institucionals entre la UdL i entitats que incompleixen amb el Dret Internacional Humanitari.

## Universitat de les Illes Balears
Estudiants de la Universitat de les Illes Balears van començar a acampar a la universitat el 16 de maig per demanar al consell de govern de la UIB que condemne “públicament” el genocidi palestí, tallen les relacions acadèmiques amb les institucions israelianes, poder acollir estudiantat i professorat d’universitats palestines, desinvertisquen en qualsevol empresa “que, d’una manera o altra, col·labora amb les polítiques d’apartheid”, “no cedisquen a les pressions del lobby sionista” i desmilitaritze la universitat, impedint que l’exèrcit puga celebrar actes al campus.
Els acampats van denunciar que el rector, Jaume Carot, ha fet cas omís de les seues demandes, motiu pel qual el 29 de maig van decidir ocupar el rectorat i tractar de reunir-se amb ell. En resposta, el rector va fer acudir a la policia i els estudiants van ser desallotjats.

## Universitat Politècnica de Catalunya
A la Universitat Politècnica de Catalunya es va iniciar una acampada propalestina al Campus del Baix Llobregat a Castelldefels el dia 22 de maig per exigir una resposta davant el genocidi a Palestina. Segons els estudiants, l'endemà a l'inici de l'acampada es va personar un delegat del rector i els va coaccionar per posar fi a l'acampada. Motiu pel qual la van cancel·lar.

## Universitat Autònoma de Barcelona
Una trentena d'estudiants van acampar a la Universitat Autònoma de Barcelona el 28 de maig. En el seu manifest demanaven "cancel·lar els acords mixtos amb institucions educatives i empreses israelianes; no signar nous acords ni participar en nous projectes de cooperació acadèmica; trencar els acords de beques amb el Banco Santander, i “teixir relacions” amb universitats palestines per acollir estudiants i professorat".
Dos dies més tard es va produir l'aprovació per part del claustre d'una declaració en què es comprometia a la suspensió dels acords de col·laboració amb universitats, empreses i centres de recerca israelians i a continuar acollint persones universitàries refugiades per les conseqüències del conflicte.
L'acampada es va tancar després d'una setmana, lamentant la insuficiència de l'actuació del claustre.